# Harald Dahlgren
Harald Magnus Dahlgren, född 3 augusti 1861 i Åmål, död 13 september 1935 i Uppsala, var en svensk skolman och tecknare.
Han var son till lantbrukaren Johan Erik Dahlgren och Sofia Kristina Almquist och från 1895 gift med Hanna Ingeborg Beckman. Dahlgren blev filosofie kandidat 1889 och därefter läroverkslärare i Stockholm, 1895-1904 i Skara. 1905-1914 var Dahlgren rektor vid skollärarseminariet i Uppsala, 1917-1926 vid folkskollärarseminariet i Strängnäs. Efter pensionering verkade han som lärare och rektor vid Sigtunaskolan. Dahlgren, som även var folkskoleinspektör och 1914-1917 undervisningsråd och ledamot av den nya folkskoleöverstyrelsen, var ledamot av flera kommittéer, bland annat läroverkskommittén 1899-1902 och folkundervisningskommittén 1906-1914, och offentliggjorde i flera tidskriftsartiklar i undervisningsfrågor. Han räknas som den som skapade realskolan med den nya pedagogiken som infördes i samband med staren av realskolorna i Sverige. Dahlgren hade från sin far ett konstnärligt påbrå och utförde på lediga stunder ett stort antal teckningar med idag intressanta topografiska och kulturhistoriska motiv dessutom utförde han ett antal karakteriserande lärarporträtt från 1870-talets Skara varav några återutgavs i Natanael Beckmans Vår skolas historia II 1931.